# Slavskoe
Slavskoe (Славское; in tedesco fino al 1947 Creuzburg o Kreuzburg; in lituano Kryžbarkas; in polacco Krzyżbork) è un centro abitato (poselok) della Russia, compreso nel comune rurale di Dolgorukovo nell'Oblast' di Kaliningrad.